# Es-Feiv
Es-Feiv was een Nederlandse punk, Psychobilly band uit De Rijp, Noord-Holland. Opgericht in 1980 onder de naam Sexion X maar werd al snel verandert in Es-Feiv.
De band maakte in de beginjaren punkmuziek en bestond uit: Dirk Acda: zang, Patrick van Reijn: bas, Paul van der Wal: gitaar en Henk Punter: drums. Ondanks lokale bekendheid bleef het succes uit. Henk Punter verliet de band in 1982. Paul van der Wal ging drummen en Patrick van Reijn pakte de gitaar op en de toen 14 jarige Jeroen Kruiswijk werd de nieuwe bassist. Ook toen bleef het succes uit en stopte de band in 1984.
Ze kwamen in 1986 weer bij elkaar voor een Ramones-tributetour, maar in 1987 vertrok Paul van der Wal en ging de band opnieuw uit elkaar.
Es Feiv kwam in 1988 terug met Patrick van Reijn (gitaar), Jeroen Kruiswijk (ditmaal op contrabas) en nieuwkomer Dennis Coule op drums, ditmaal met neo-rockabilly en psychobilly in gedachten. Een maand later namen ze de nu gewilde (slechts 500 exemplaren werden geperst) "Nous Nous Ok" EP op (Play Loud! – TBS 4505). ‘Nous Nous Ok’ werd opgenomen in de studio van Erik van der Hoff (Roberto Jacketti & the Scooters). Dennis die het druk had met andere bands, vertrok en werd vervangen door Arjan, de jongere broer van Jeroen. Dit keer bleek Es-Feiv wel succesvol.
Het “nieuwe” Es-Feiv geluid werd getypeerd door de heldere Gretch gitaar twang met ‘n stevige overdrive en echo/delay, versterkt door de legendarische Fender Twin Reverb, de hakkende contrabas en eenvoudige maar zeer effectieve drums met daaroverheen de kenmerkende zanglijnen van Jeroen Kruiswijk.
Talrijke optredens leidden tot een contract bij Rockhouse/KIX4U en in 1989 verscheen "Cows In Motion" (KIX 4 U Records – KIX 3347). Omdat KIX 4 U de distributie van het album verzorgde volgde veel fanmail van over de hele wereld, waaronder Japan.
In 1992 stapte Patrick, die zijn werk niet meer met de band kon combineren, uit de band. Tom Van Houten was zijn vervanger. Het nieuwe trio schreef en repeteerde nieuw materiaal en speelde het op het podium, maar de band ging uit elkaar voordat het nieuwe album (dat "Johnny's Neighbourhood" zou gaan heten) het daglicht zag.